# Eson xorgol
Eson xorgol és un joc de mancala jugat pels kazakhs a Mongòlia occidental. És un joc per a dues persones.
Oware és un joc d'estratègia abstracta de la família mancala de jocs de taula (jocs de fossa i còdols) jugat a tot el món amb lleugeres variacions pel que fa a la disposició, el nombre de jugadors i l'estratègia de joc. El seu origen és incert però es creu àmpliament que és d'origen Ashanti.

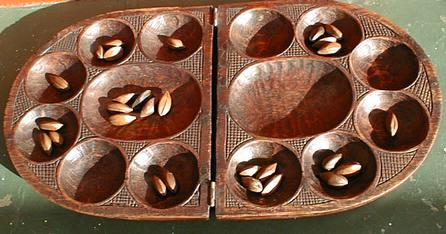
Variant de joc oware, on els jugadors poden asseure's a la dreta i esquerra

Jugat a la regió de Bono, regió de Bono Oriental, regió Ahafo, regió central de Ghana, regió occidental de Ghana, regió oriental de Ghana, regió Aixanti i a tot el Carib. L'oware i les seves variants tenen molts noms: ayò, ayoayo (ioruba), aualé (Costa d'Ivori, Benín), wari (Mali), ouri, ouril o uril (Cap Verd), warri (El Carib) Pallanguzhi (Índia) wali (Dagbani), adji (Ewe), nchọ/ókwè (Igbo), ise (Edo)), awale (Ga) (que significa "cullera" en anglès). Un nom comú en anglès és awari, però un dels primers estudiosos occidentals a estudiar el joc, Robert Sutherland Rattray, va utilitzar el nom de wari.

## Normes

### Equips
Tradicionalment, es juga en un tauler de 2 x 5 espais buits i 90 peces, sovint, deposicions de cabra. Per descomptat, alguns prefereixen jugar amb 10 tasses en comptes de forats a terra i 90 fitxes o altres objectes, com pedretes o boles de vidre per a substituir les deposicions seques de cabra (element més utilitzat pels nòmades).

### Objectiu
L'objectiu és capturar més fitxes que el rival.

### Situació inicial
Al principi del joc, es col·loquen nou fitxes en cada forat. L'eson xorgol es diferencia d'altres jocs de mancala en el fet que aquests forats no "pertanyen" a cap jugador en particular.

### Moviments
Els jugadors fan torns i van recollint fitxes en sentit horari al voltant del tauler. Això es realitza en direcció contrària a la utilitzada en la majoria dels mancales. La collita es realitza tirant un forat, traient totes les fitxes de dins d'aquest i col·locant-les una per una a cada forta següent, fins que s'han emprat totes.

### Captura
Es realitza una captura quan la collita finalitza en un forat ocupat el qual tingui el forat següent buit. Si això succeeix, totes les fitxes en el forat oposat al que s'ha col·locat l'última fitxa són capturades.

### Final del joc
El joc conclou quan els jugadors acorden que no queden més fitxes per ser capturades.